# Coupe de la Ligue suisse masculine de basket-ball 2015-2016
Navigation
2014-2015 2016-2017
La Coupe de la Ligue suisse masculine de basket-ball 2015-2016 est la 13e édition de la Coupe de la Ligue masculine. Elle est organisée par la LNBA. Les 6 premières équipes de LNA, à la fin du 1er tour du championnat suisse de LNA, s'affrontent sous la forme d'un tournoi à élimination directe.
Le BBC Monthey remporte la première Coupe de la Ligue de son histoire, s'imposant en finale face à Fribourg Olympic Basket le 31 janvier 2016 à Montreux.

## Format
Les équipes classées du 1er au 6e rang, à l'issue du premier tour de la phase préliminaire du championnat de LNAM, participent à la Coupe de la Ligue.
Les équipes classées du 1er au 2e rang, à l'issue du premier tour de la phase préliminaire du championnat de LNAM, sont directement qualifiées pour le Final Four. Les équipes classées du 3e au 6e rang, à l'issue du premier tour de la phase préliminaire du championnat de LNAM, disputent les ¼ de finale.
L'égalité entre équipes est réglée comme suit :
1. différence entre les points marqués et reçus sur l'ensemble du premier tour de la phase préliminaire
2. en cas de nouvelle égalité, l'équipe qui aura marqué le plus de points sur l'ensemble du premier tour de la phase préliminaire aura l'avantage
3. en cas de nouvelle égalité, le vainqueur de la confrontation directe du premier tour de la phase préliminaire aura l'avantage

### Quarts de finale
Les rencontres des ¼ de finale de la Coupe de la Ligue se déroulent sur un seul match, au domicile de l'équipe la mieux classée, à l'issue du premier tour de la phase préliminaire du championnat de LNAM.
L'ordre des rencontres est défini comme suit :
- 3e contre 5e (paire A)
- 4e contre 6e (paire B)

Les perdants des paires A et B sont éliminés et terminent la compétition. Les gagnants des paires A et B sont qualifiés pour le Final Four.

### Final Four
Les rencontres des ½ finales de la Coupe de la Ligue se disputent sur un seul match. L'ordre des rencontres est défini comme suit :
- Equipe classée au 1er rang à la fin du premier tour de la phase préliminaire du championnat de LNAM contre vainqueur de la paire A des ¼ de finales (paire C)
- Equipe classée au 2e rang à la fin du premier tour de la phase préliminaire du championnat de LNAM contre vainqueur de la paire B des ¼ de finales (paire D)

Les perdants des paires C et D sont éliminés et terminent la compétition.
Les équipes gagnantes des paires C et D sont qualifiées pour la finale de la Coupe de la Ligue.
La finale se déroule sur un seul match. L'ordonnancement (équipe recevante, équipe visiteuse) de la finale est défini par la LNBA.

## Tableau
En quarts de finale, l'Union NE s'impose à domicile contre les Lugano Tigers (67-63) et le BBC Monthey bat le SAM Basket Massagno (89-69).
Le final four a lieu du 30 au 31 janvier 2016 à la salle du Pierrier à Montreux.
La première demi-finale se conclut sur la victoire du Fribourg Olympic Basket contre l'Union Neuchâtel Basket sur le score de 84 à 76. La deuxième demi-finale voit s'affronter le BBC Monthey et le tenant du titre, les Lions de Genève ; les Genevois s'inclinent sur le score de 69 à 66.
Le BBC Monthey remporte son premier trophée dans l'histoire de cette compétition, s'imposant en finale le 31 janvier 2016 contre le Fribourg Olympic sur le score de 79 à 65.
|  | Quarts de finale    | Quarts de finale |                  |    | Demi-finales | Demi-finales |  |  | Finale | Finale |
|  | Quarts de finale    | Quarts de finale |                  |    | Demi-finales | Demi-finales |  |  | Finale | Finale |
|  |                     |                  |                  |    |              |              |  |  |        |        |
|  |                     |                  |                  |    |              |              |  |  |        |        |
|  |                     |                  |                  |    |              |              |  |  |        |        |
|  | FR Olympic          | 84               |                  |    |              |              |  |  |        |        |
|  | FR Olympic          | 84               | Union NE         | 67 |              |              |  |  |        |        |
|  | Union NE            | 76               | Union NE         | 67 |              |              |  |  |        |        |
|  | Union NE            | 76               | AB Lugano Tigers | 63 |              |              |  |  |        |        |
|  |                     |                  | AB Lugano Tigers | 63 | FR Olympic   | 65           |  |  |        |        |
|  |                     |                  |                  |    | FR Olympic   | 65           |  |  |        |        |
|  |                     | BBC Monthey      | 79               |    |              |              |  |  |        |        |
|  | BBC Monthey         | BBC Monthey      | 79               | 89 |              |              |  |  |        |        |
|  | BBC Monthey         | Lions de Genève  | 66               | 89 |              |              |  |  |        |        |
|  | SAM Basket Massagno | Lions de Genève  | 66               | 69 |              |              |  |  |        |        |
|  | SAM Basket Massagno | BBC Monthey      | 69               | 69 |              |              |  |  |        |        |
|  |                     | BBC Monthey      | 69               |    |              |              |  |  |        |        |